# Veterná Poruba
Veterná Poruba (Hongaars: Szélporuba) is een Slowaakse gemeente in de regio Žilina, en maakt deel uit van het district Liptovský Mikuláš.
Veterná Poruba telt 380 inwoners.